# Central minihidráulica
Una central minihidráulica o minihidroeléctrica es un tipo especial de central hidroeléctrica, utilizada para la generación de energía eléctrica en pequeña escala, a partir de la energía potencial o cinética del agua.
La energía minihidráulica se considera un tipo de energía renovable y se encuentra dentro de la regulación jurídica asociada a estas energías. Las mini centrales han sido muy utilizadas a lo largo del tiempo debido a su pequeño tamaño —y por tanto costo inicial— y facilidad de instalación, por lo que han sido muy usadas a nivel local o incluso privado.
Existen dos tipos diferentes de centrales minihidráulicas:
- las centrales de "agua fluyente", en las que se desvía el agua de un río por un canal y tuberías hasta alcanzar una turbina, la cual genera electricidad. Posteriormente el agua es devuelta a su cauce.
- las centrales "a pie de presa", basan su funcionamiento en el almacenamiento del agua en un embalse; vaciándose por una tubería ubicada en la base de la presa, que va a desembocar en una turbina.

## En Argentina
Todas las centrales hidroeléctricas construidas durante la primera mitad del siglo XX en la Argentina serían hoy englobadas en la definición de centrales minihidráulicas; usinas de esas características se continuaron construyendo hasta la década de 1960, y fueron paulatinamente abandonadas a partir de mediados de la década siguiente.
Ya iniciado el siglo XXI, algunas provincias han intentado reactivar pequeñas centrales sin participación del gobierno central; tal es el caso de la provincia del Neuquén, o la de Catamarca.

## En España

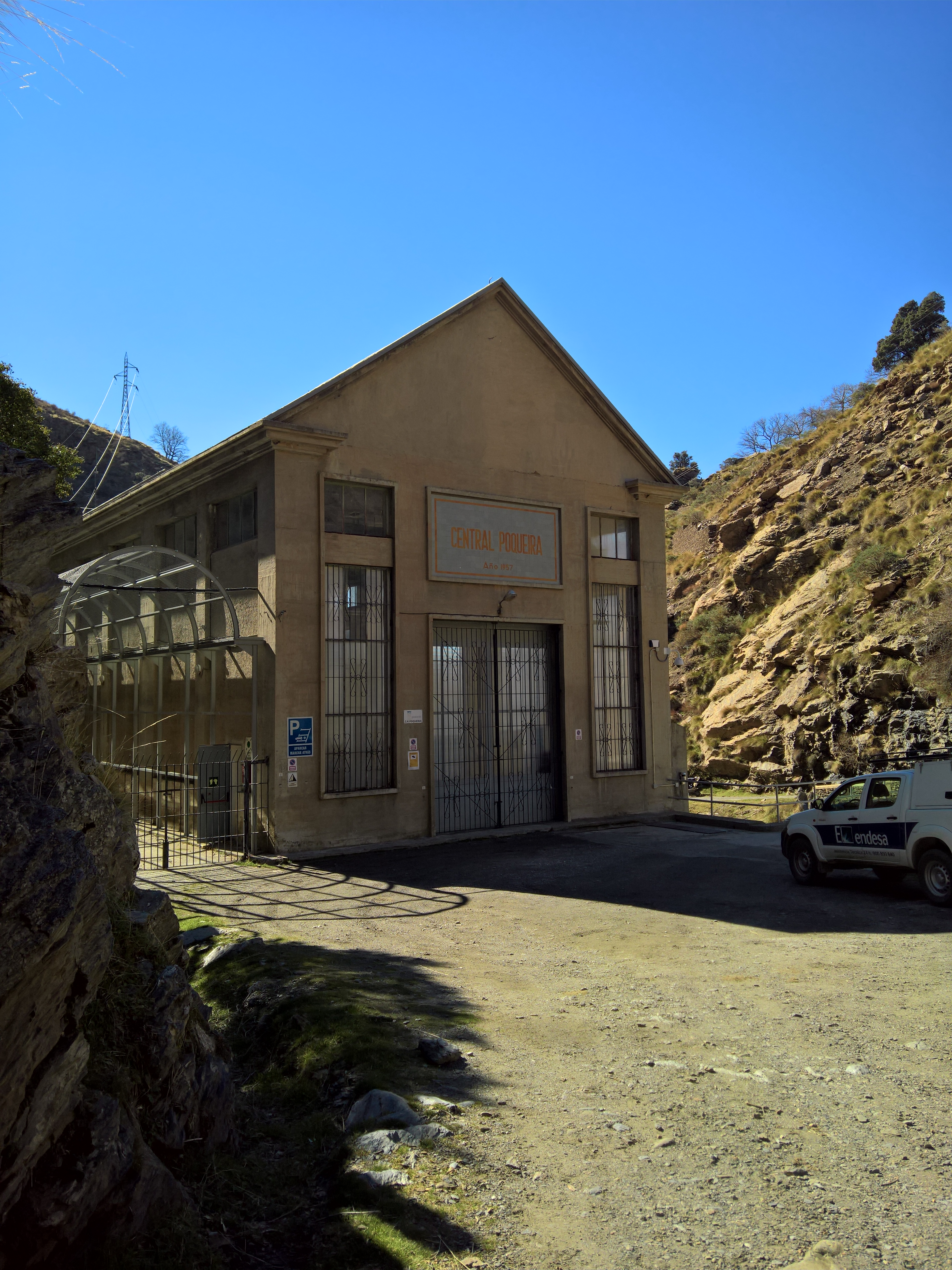
Central del Río Poqueira, en la provincia de Granada

La energía minihidráulica tiene una larga historia en España, ya desde la década de los 60, en la cual existían en el país 1740 centrales. En el año 2010 quedaban en funcionamiento 1135 centrales; aunque se espera un futuro más prometedor para este tipo de energía en los años venideros. Se estima que en España hay instalados en torno a 2000 MW en centrales minihidráulicas y según el IDAE (Instituto para la Diversificación y Ahorro de Energía) en España se podría instalar hasta 6700 MW más.
El Real Decreto 1565/2010, de 19 de noviembre, por el que se regulan y modifican determinados aspectos relativos a la actividad de producción de energía eléctrica en régimen especial (BOE n.º 283 de 23/11/ 2010), establece la obligación de adscripción a centros de control que actuarán como interlocutores del operador del sistema para las instalaciones de potencia igual o superior a 10 MW. De acuerdo al Real Decreto 661/2007, de 25 de mayo, por el que se regula la actividad de producción de energía eléctrica en régimen especial (BOE n.º 127, de 28~05~2007), se consideran centrales minihidráulicas a aquellas instalaciones que tengan una potencia instalada menor o igual a 10 MW.